# デメララ

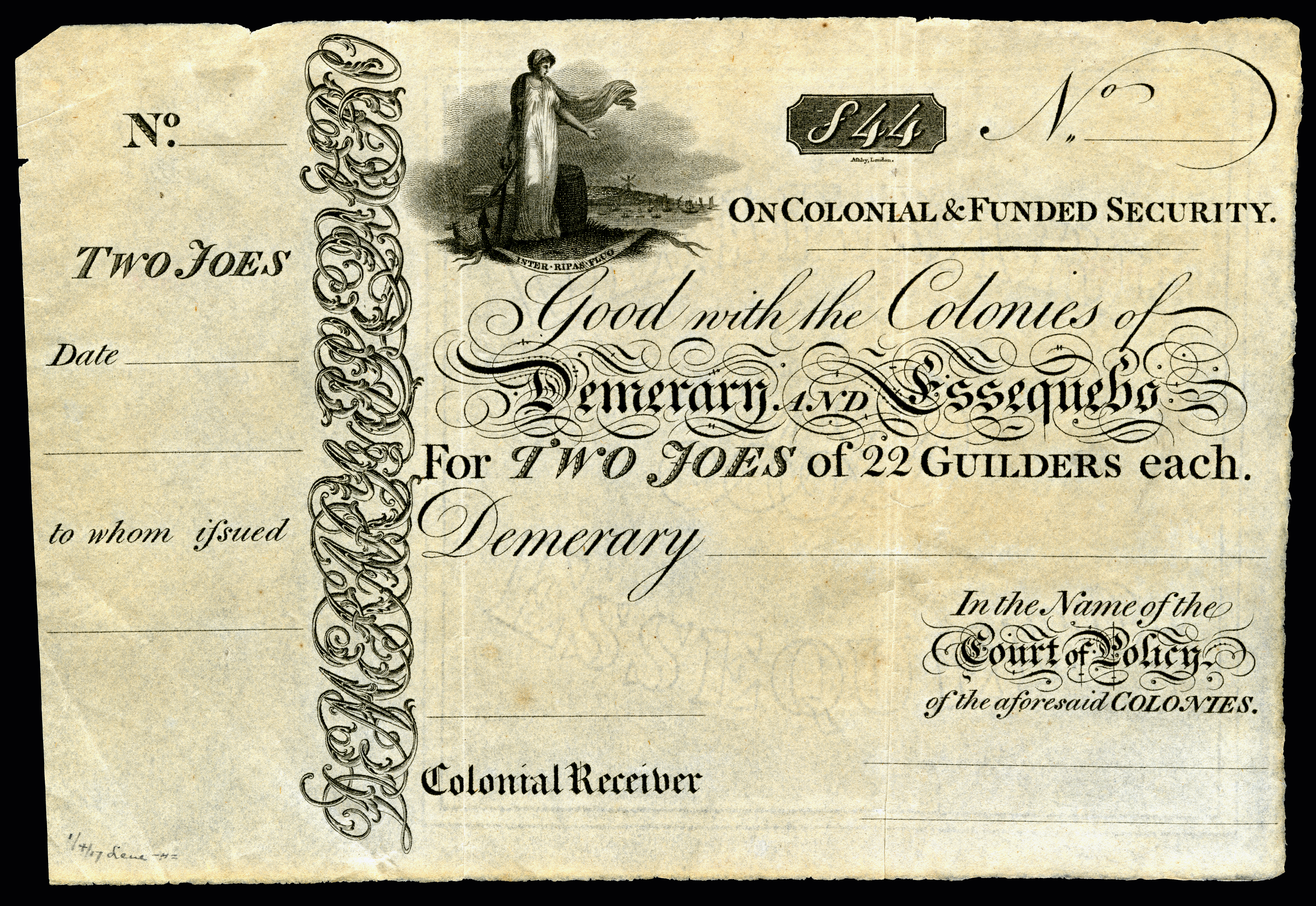
1830年代にデメララ＝エセキボ植民地で流通した2Joe (44オランダ・ギルダー)紙幣（第二期）

デメララ（Demerara）またはデメラリ（オランダ語: Demerary, [ˌdeːməˈraːri]）は、南アメリカ北岸のギアナ地方に存在した歴史的地域である。現在のガイアナの一部にあたる。デメララ川下流域に位置し、現在のガイアナの首都でもあるジョージタウンが主要都市だった。1745年から1792年まではオランダ西インド会社が、また1792年から1815年まではオランダ本国（ネーデルラント連邦共和国、バタヴィア共和国、ホラント王国）が支配するデメラリ植民地（オランダ語: Kolonie Demerary）であった。1812年にイギリスがこの地を占領し、隣のエセキボ植民地と統合してデメララ＝エセキボ植民地とした。1815年に正式にオランダからイギリスへ割譲され、1831年にはベルビセ植民地を加えてイギリス領ギアナが成立した。単独地域としてのデメララは、1838年にイギリス領ギアナにカウンティ制が敷かれデメララ・カウンティが設置されたことで復活し、1958年まで続いた。イギリス領ギアナは1966年にガイアナとして独立し、1970年には共和制に移行してガイアナ協同共和国となった。
「デメララ」という名は、先住民のアラワク族の言葉で「レターウッド（Brosimum guianense）の川」を意味する "Immenary" もしくは "Dumaruni" から派生したものである。粗糖の一種の「デメララシュガー」は、もともとデメララで産出されたサトウキビが原料となっていたことに由来する。

## 歴史

### オランダの植民地
1691年、デメラリは交易所として歴史上に登場する。本来デメラリはエセキボ植民地に属するものとされていたが、ゼーラント州に属するエセキボ植民地とは別にホラント州の人々がデメラリへの入植を希望したため、デメラリは1745年10月18日にエセキボとは別個の植民地として自立することになった。植民地設立文書では、植民者は先住民との和を保ち、彼らの領域を尊重するよう定められていた。というのも、先住民はエセキボ植民者と協力して、襲来したフランスの私掠船と戦い駆逐したことがあったからである。デメラリでは、先住民は自由人とみなされ、彼らを奴隷とすることは禁じられた。
最初の入植者はアンドリース・ピーテルスなる人物で、彼は元からエセキボにもプランテーションを保有していた。半年後には、デメラリには大規模なサトウキビプランテーションが18か所、小規模なものが50か所建設されていた。植民地の統治は、当初はゼーランディア砦に駐在するエセキボ総督Laurens Storm van 's Gravesandeが担った。1750年、彼は息子のジョナサンをデメラリ司令官に任命した 。
デメラリは急速に発展し、多くのイングランド人プランターを引き寄せた。奴隷貿易を独占していたオランダ西インド会社はデメラリへの十分な補給を果たせなかったため、デメラリではイングランドの植民地からの違法密輸が横行した。
1755年、バルバドスの商人・農場主であるGedney Clarkeが、デメラリでの参政権を求めてきた。これがきっかけとなり、デメラリの政庁はボルセレン島に移転することになった。この土地はデメララ川の20マイル (32 km)上流の地点にあり、デメラリ司令官が所有するSoesdykeプランテーションに近かった。しかしボルセレン島は守りにくい立地だったため、この移転策は批判を受け、入植者たちはデメララ川河口の守衛所付近に家を建て始めた。後にこの集落はと呼ばれるようになり、1782年にはデメラリ植民地の首府がボルセレン島から移された。スタブロークは1812年にジョージタウンと改称し、現代ではガイアナの首都となっている。
1763年、近隣のベルビセ植民地で奴隷反乱が発生した。エセキボ総督van 's Gravesandeは、アラワク族、カリーナ人、ワラオ人、アカワイオ人といった先住民と同盟を結び、奴隷反乱がデメラリやエセキボへ波及するのを防いだ。また反乱鎮圧を支援するため、デメラリから兵士50人がベルビセに派遣された。奴隷反乱は、この地域の植民地の悩みの種だった。1767年には、プロイセン王フリードリヒ2世に宛てて、ドイツ人農場主の入植を促進するべく100人の兵を送ってくれるよう求める書簡が送られている。
1780年には、デメラリには200近くのプランテーションが存在し、エセキボの129か所を大きく上回っていた。デメラリは、エセキボ以上に繁栄した植民地となった。両植民地の対立が深まった為、ゼーランディア砦に両植民地を統括する法廷が設置された。デメラリ植民地の白人人口中では、イングランド人やスコットランド人の農場主が大多数を占めていた。

### 1800年前後の植民地争奪
1781年、オランダはフランス・スペインのブルボン朝と手を結び、アメリカ独立戦争に参戦してイギリスと戦うことになった。これに対し、イギリスはジョージ・ロドニー提督率いる大艦隊を西インド諸島に派遣した。イギリス艦隊はカリブ海で敵国領の島々を攻略した後、一戦隊を切り離してエセキボ・デメラリ両植民地の制圧に向かわせた。この作戦は成功し、両植民地は戦闘を経ずしてイギリスの手に落ちた。なおこの前年の1年間で、デメラリ植民地は砂糖10,000ホッグスヘッド、コーヒー5,000,000ポンド、綿花800,000ポンドを生産していた。
1782年、フランスがイギリス占領下のデメラリとエセキボを攻撃した。イギリスの総督ロバート・キングストンは降伏し、これらオランダの植民地はフランスの手に渡った。この事件に対するオランダでの反応は様々だった。Leeuwarder Courant紙は、我らがデメラリが失われたと報じた。一方でHollandsche historische courant紙は、喜ぶべき再征服であると論じた。1783年に結ばれたパリ条約で、両植民地はオランダ領に復帰した。
しかしフランス革命戦争で再びオランダと敵対したイギリスは、1796年にデメラリ、エセキボ、ベルビセを再占領した。植民地の法と慣習はすべて維持され、植民地の市民はイギリス人と同列に扱われた。また植民地政府の官吏も、イギリス王に忠誠を誓えば元の職にとどまることが認められた。三植民地は1802年にアミアンの和約でオランダに返還されたが、翌年には再びイギリスに制圧された。
1812年4月28日、イギリスはデメラリ植民地とエセキボ植民地を統合し、デメララ＝エセキボ植民地を設立した。この植民地は、1814年8月13日に正式にイギリス領とされた。1815年11月20日、オランダも両植民地をイギリスへ割譲する合意を承認した。

### 奴隷反乱
1795年には植民地西部で、1823年には東海岸で大規模な奴隷反乱が勃発した。これらの反乱は短期間で多くの血を流しつつ暴力的に鎮圧されたが、ウィンストン・マクゴーワンによれば、こうした事件が奴隷制の廃止の遠因となった。
1823年の反乱は、以前にベルビセで起きた蜂起が成し遂げられなかったような極めて大きな意義を有していた。ブリテンでは議会の内外で、極悪な奴隷制と、それを廃止しようとする必要性への関心が高まった。これが一因となり、他の人道的・政治的・経済的要因が重なって、イギリス議会は10年後の1833年に、イギリス領ギアナとその他全大英帝国で奴隷制を撤廃するという重大な決断を下し、1834年8月1日から施行させたのである。婉曲的に「見習い期間」（apprenticeship）と呼ばれた4年間の奴隷制からの移行期間を経て、1838年8月1日、奴隷たちはついに解放されたのである。—

### 植民地廃止
1831年7月21日、デメララ＝エセキボ植民地とベルビセ植民地が統合され、ギアナ植民地 が成立した。1838年、デメララ、ベルビセ、エセキボは、それぞれイギリス領ギアナを構成する3カウンティとして再構成された。1958年、カウンティ制が廃止され、歴史的なデメララ地域は分割され、デメララ＝マハイカ州、エセキボ諸島＝西デメララ州、アッパー・デメララ＝ベルビセ州という3つの行政区画になった。

## 著名なデメララ出身者
- ジェームズ・ダグラス卿（英語版）(1803–1877): バンクーバー島植民地（英語版）総督 (1851–64)、ブリティッシュコロンビア植民地（英語版）総督 (1858–64)
- ジョゼフ・ケットリー（英語版）(1802–1875): 会衆派教会宣教師
- ジョン・エドモンストーン（英語版）(18世紀後半–19世紀半ば): 解放奴隷。後の博物学者チャールズ・ダーウィンらに剥製技術を教えたことで知られる[38]。
- アンドリュー・ワトソン（英語版）(1856-1921): 国際大会レベルの試合に出場した初の黒人サッカー選手[39]

### デメラリ司令官
- Jonathan Samuel Storm van 's Gravesande (1750年–1761年、在任中死去)[40]
- Laurens Lodewijk van Bercheijk (1761年–1765年、在任中死去)
- Jan Cornelis van den Heuvel (1765年–1770年)
- Paulus van Schuylenburgh (1772年–1781年)
- アントニー・ボージョン（英語版） (1796年4月22日 – 1802年3月27日)

### デメララ総督
- ロバート・キングストン (1781年2月27日 – 1782年)
- Louis Antoine Dazemard de Lusignan (1782年)
- アルマン・ギー・シモン・ド・コエトノンプラン（英語版） (1782年)
- Georges Manganon de la Perrière (1783年–1784年)

### デメララ長官
- Laurens Storm van 's Gravesande (1752年–1772年)[40]
- Joseph Bourda (代理) (1784年3月6日 – 1785年2月)
- Jan L'Éspinasse (1785年2月 – 1789年8月18日)
- Albertus Backer (1789年8月18日 – 1793年3月31日)
- Baron Willem August Sirtema van Grovestins (1793年3月31日 – 1795年5月)
- Antony Beaujon (1795年5月 – 1796年4月22日)[41]
- Antony Meertens (1802年3月27日 – 1803年9月)

### デメララ＝エセキボ副総督
- ロバート・ニコルソン (1803年9月 – 1804年8月18日)
- Antony Beaujon (1804年8月18日 – 1805年10月17日)
- ジェームズ・モントゴメリー (代理) (1805年10月19日 – 1806年5月8日)
- ヘンリー・ウィリアム・ベンティンク（英語版） (1806年5月8日 – 1812年2月)
- ヒュー・ライル・カーマイケル（英語版） (*1764年 – †1813年) (1812年2月 – 1813年5月11日、在任中死去)
- E・コッド (代理) (1813年5月11日 – 1813年5月23日)
- ジョン・マリー (1813年5月23日 – 1824年4月26日)
- ベンジャミン・ダーバン（英語版） (1824年4月26日 – 1831年7月21日)[42]

### 反乱指導者
- 1823年: ジャック・グラッドストン（英語版）: サクセス農場の奴隷
- 1823年: カミナ・グラッドストン（英語版）: サクセス農場の奴隷